# Havenbedrijf Rotterdam

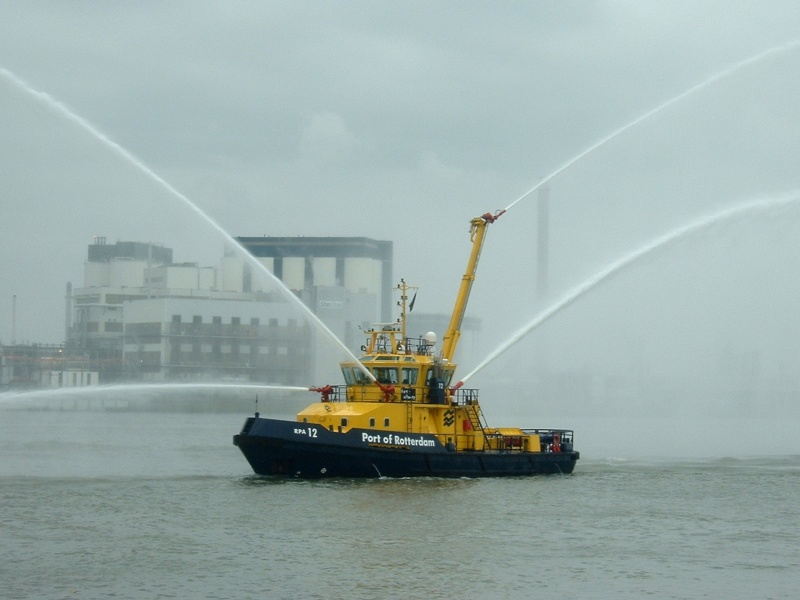
Incidentbestrijdings- en patrouillevaartuig van het Havenbedrijf

Havenbedrijf Rotterdam N.V. (in het Engels Port of Rotterdam Authority) is beheerder, exploitant en ontwikkelaar van het Rotterdamse haven- en industriegebied, de haven van Rotterdam.
Het Havenbedrijf Rotterdam is een van oorsprong gemeentelijke instantie (tak van dienst) van de gemeente Rotterdam. De dienst werd in 1932 opgericht als Havenbedrijf der Gemeente Rotterdam, een naam die in de jaren 1980 werd gewijzigd in Gemeentelijk Havenbedrijf Rotterdam. Op 1 januari 2004 werd het Gemeentelijk Havenbedrijf Rotterdam verzelfstandigd en omgevormd tot een naamloze vennootschap. Deze heeft twee aandeelhouders: de gemeente Rotterdam (70,8%) en de Staat (29,2%).
Op de 14e verdieping is het Airspace Center gevestigd.

## Geschiedenis

### Directeuren[1][2]
- ir. N.Th. Koomans (1932-1959)
- ir. F. Posthuma (1959-1973)
- drs. F. Scheurleer (1973-1980)
- ir. H. Molenaar (1980-1992)
- mr. W.K. Scholten (1992-2004)
- ir.drs. H.H.J. Smits (2004-2014)
- drs. A.S. Castelein (2014-2023)
- ir. B. Siemons (2024-heden)

## Doel
Doel van het Havenbedrijf Rotterdam is de versterking van de concurrentiepositie van de Rotterdamse haven als logistiek knooppunt én industriecomplex van wereldniveau. Niet alleen in omvang, maar ook in kwaliteit. De kerntaken van het Havenbedrijf Rotterdam zijn de duurzame ontwikkeling, beheer en exploitatie van de haven en het handhaven van de vlotte en veilige afhandeling van de scheepvaart.
De Rotterdamse haven, ruim 12.500 hectare (ha) groot, is van grote betekenis voor de Nederlandse en regionale economie. De haven is een knooppunt in de internationale goederenstromen en een vestigingsplaats voor industrie en logistieke dienstverlening.
De haven is sinds de oprichting van het Havenbedrijf Rotterdam steeds verder vergroot richting Noordzee. Een in het oog springend project is de uitbreiding van de Maasvlakte met Maasvlakte 2, een nieuw haven- en industriegebied in de Maasmonding voor de kust van Oostvoorne, direct ten westen van de eerste Maasvlakte. In 2008 is hiermee gestart en in 2013 was de oplevering. Met dit landaanwinningsproject werd de haven vergroot met 2000 ha. Hiervan is 1000 ha verhuurbaar terrein.
Sinds 2013 is het Havenbedrijf Rotterdam ook verantwoordelijk voor de exploitatie en ontwikkeling van de haven van Dordrecht.

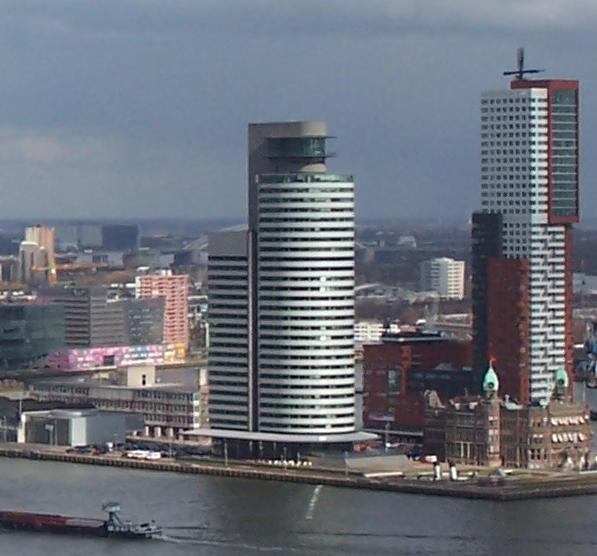
World Port Center, het kantoor van Havenbedrijf Rotterdam N.V.

## Internationale activiteiten
Het Havenbedrijf wil ook in buitenlandse havenbedrijven deelnemen. In het kader van de internationale vervoersstromen kan het Havenbedrijf op deze wijze de ervaringen en kennis delen en het imago van de Rotterdamse haven verstevigen. Verder kunnen deze participaties de commerciële banden met bestaande klanten doen verbeteren en het vinden van nieuwe klanten ondersteunen.
Vanaf 2002 participeert het Havenbedrijf in twee deelnemingen in Oman, dit zijn Sohar Industrial Port Company en Sohar Industrial Development Company. Deze joint ventures richten zich op het beheren en ontwikkelen van het haven- en industriecomplex van Sohar. Deze twee deelnemingen zijn opgegaan in  Sohar Port and Freezone, een 50/50 joint venture tussen het havenbedrijf en de
Omaanse overheid. In 2020 werd in deze Omaanse haven zo’n 60 miljoen ton vracht verwerkt (2011: 30 miljoen ton).
In Brazilië ontwikkelt het Havenbedrijf Rotterdam samen met partner Terminal Presidente Kennedy (TPK) de greenfield-haven van Porto Central. Voor de samenwerking is Pecém opgericht, dit is een 30/70 joint venture tussen het havenbedrijf en de deelstaat Ceará.

## Resultaten
De belangrijkste opbrengsten voor het Havenbedrijf zijn de havengelden en de contractopbrengsten van de in huur of (onder-)erfpacht uitgegeven bedrijfsterreinen. In het figuur hieronder de financiële resultaten van het Havenbedrijf Rotterdam. De hoge investeringsuitgaven in de jaren 2009 tot en met 2012 was vooral het gevolg van de aanleg van de Tweede Maasvlakte. Met ingang van 1 januari 2017 is het Havenbedrijf Rotterdam onderworpen aan vennootschapsbelasting. In 2018 leidde dit tot een extreem hoge winst door een eenmalige balastingbate van 1 miljard euro.
| Jaar | Bedrijfs- opbrengsten | Bedrijfs- kosten | waarvan Afschrijvingen | Netto resultaat | Investeringen |
| ---- | --------------------- | ---------------- | ---------------------- | --------------- | ------------- |
| 2005 | 440                   | 222              | 79                     | 73              | 135           |
| 2006 | 455                   | 226              | 83                     | 92              | 231           |
| 2007 | 488                   | 220              | 87                     | 114             | 235           |
| 2008 | 523                   | 224              | 93                     | 149             | 190           |
| 2009 | 519                   | 222              | 101                    | 144             | 341           |
| 2010 | 551                   | 235              | 113                    | 154             | 445           |
| 2011 | 588                   | 226              | 119                    | 195             | 494           |
| 2012 | 615                   | 224              | 120                    | 228             | 626           |
| 2013 | 639                   | 357              | 126                    | 227             | 263           |
| 2014 | 659                   | 366              | 133                    | 215             | 189           |
| 2015 | 676                   | 385              | 147                    | 212             | 151           |
| 2016 | 680                   | 379              | 140                    | 224             | 180           |
| 2017 | 712                   | 408              | 147                    | 187             | 214           |
| 2018 | 681                   | 414              | 146                    | 1215            | 408           |
| 2019 | 707                   | 426              | 153                    | 239             | 338           |
| 2020 | 715                   | 437              | 161                    | 352             | 266           |

- Havenbedrijf Rotterdam: 1275 werknemers in 2020.
- Havengebied: 12.713 hectare (ha) in 2017, waarvan 7903 ha land (hiervan is zo'n 6000 ha bedrijfsterreinen) en 4810 ha water. De lengte van het havengebied is ongeveer 42 km.
- Werkgelegenheid haven Rotterdam: 385.000 arbeidsplaatsen in 2019, dit is de som van directe en indirecte werkgelegenheid.
- Goederenoverslag haven Rotterdam: 437 miljoen ton goederen in 2020.
- Scheepvaart: ca. 30.000 zeeschepen en 85.000 binnenvaartschepen in 2020.
- Toegevoegde waarde (direct en indirect): ruim € 45 miljard in 2017, dat is 6% van het bruto binnenlands product (BBP).[5]

## Referentie
- International Standard Name Identifier: 0000 0000 9332 1479
- Virtual International Authority File: 137105111